# ポーランドの経済
ポーランドの経済では、ポーランドの国民経済について記述する。

## 歴史
第二次世界大戦後、東側諸国となり共産主義化が進められ、工業は国有化された。スターリン主義政策を取り入れ、経済（重工業と農業を主にした）のソビエト型化、企業の国営化、125エーカー（50ヘクタール）超える私有農地は国に収用され、一般市民のソビエト人化が執行された
。1949年、ソ連主導による共産主義諸国のコメコンに加盟。1970年代以降、ギエレク政権は西欧諸外国からの借入で経済成長を目指した。1970年代前半には高度成長を実現したが、政権の無計画な経済政策とオイルショックにより成長は減速、主に西欧諸外国などから多額の借入を繰り返し経済は悪化、食料・物資不足を招き、闇市が盛んになり欠乏経済を発達させた。この為、労働者の賃上げストライキや急激なインフレにより社会主義経済が限界に達し、東欧に自由化（東欧革命）の波が押し寄せ1989年に共産主義の破壊、市場経済化を進めている。1996年には経済協力開発機構 (OECD) への加盟を実現した。
2007年、ポーランドは35歳以下の人口が全体の50%を占め、25歳以下は全体の35%を占める、若者の非常に多い国であり、このことが経済に好影響を与えている。また、大学在学率は高い。こういったことにより、政治の混乱がみられた2005年9月から2007年10月にかけても経済のダイナミズムが失われることがなく経済成長を遂げている。
2015年、ポーランド経済は2004年のEUメンバーシップ獲得後、EU内の先進地域と貧しい地域の格差を縮める目的であるEU構造ファンド(EU Structural Funds)の融資獲得により経済成長を遂げている。失業率はEU平均を超えながら、経済の豊かさを比較する指標とされる一人当たりの名目GDPは、著しくEU平均以下のままとなっている。

## 経済発展

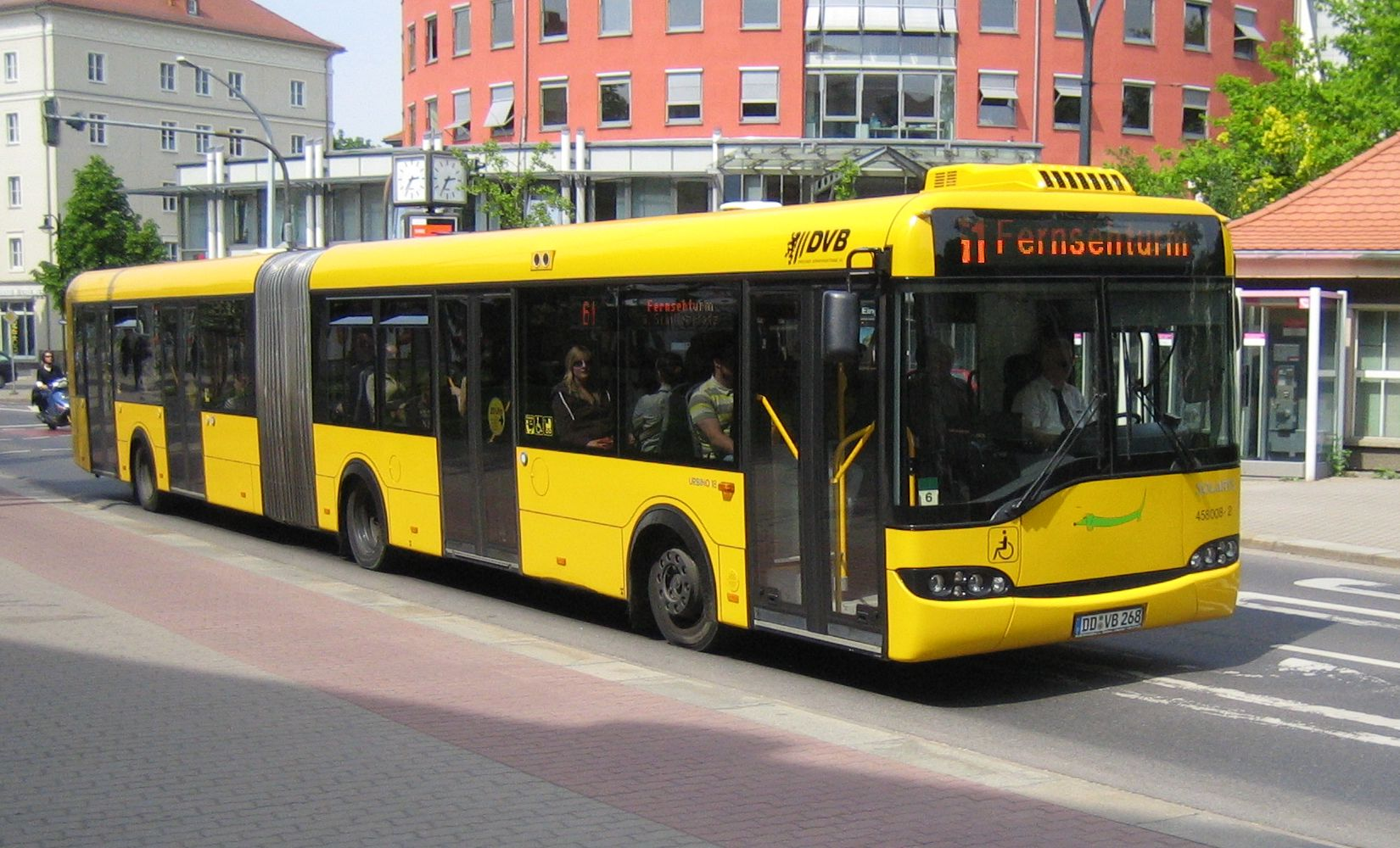
ソラリス社製「ウルビーノ」モデル

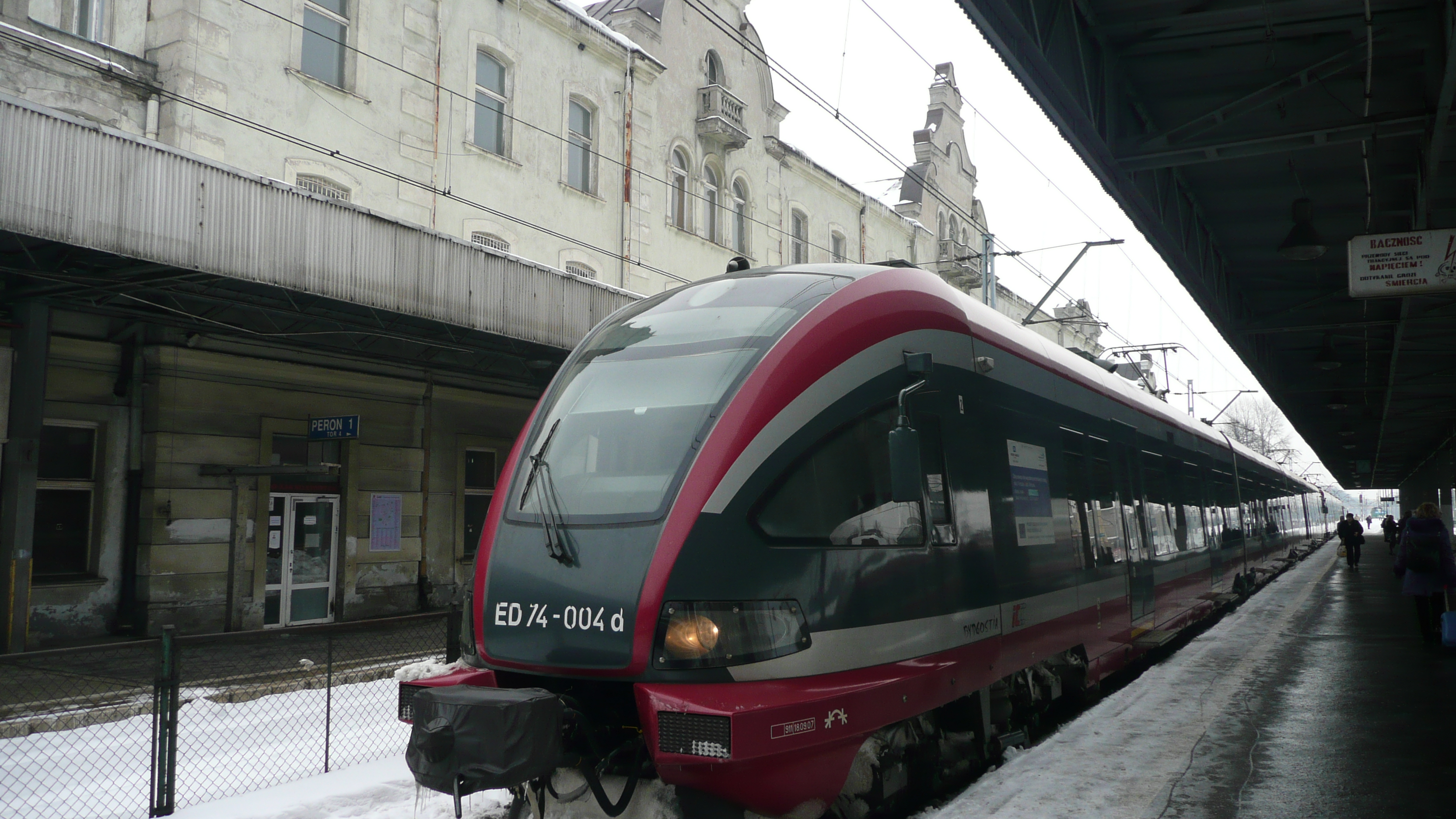
PESA社製ED74型特急列車

ポーランドは、EU最大のEUファンド融資資金の恩恵を受けている国である。
近年はGDP成長率が高く、2006年は5.8%、2007年は6.6%であった。今後も高成長を維持すると予測されており、国内インフラの整備の急速な進展にあわせて国内経済は本格的な成長軌道にのったものと考えられている。ただし2008年に関しては、2007年のサブプライム・ショックに伴う世界同時株安および世界的な一次産品価格上昇の影響で、2007年に比べ経済成長率はやや低め、インフレ圧力は強めになるのではないか、と予想されていた。しかし2007年から始まった世界金融危機の影響は最小限にとどめ、比較的順調な成長をし、特にヨーロッパが深刻な不況に陥った2009年はヨーロッパで唯一プラスの経済成長率を達成し、以前から行っていたポーランド独特の非常にユニークな経済政策が、世界から注目を浴びるようになった。
2009年、ポーランド政府は大きく被害を受けた国内経済のために、IMFから205億ドルを借り入れた。
ポーランド・ウクライナ開催UEFA欧州選手権2012では、関連施設・インフラ建設準備や住宅バブルに向け、西欧や諸外国から大きな投資を受けた、このインフラ投資事業により世界金融危機の大きな被害を免れた。だが世界的な金融危機も反映し、住宅投資バブルは不発となり投資家の予測に反する結果に終わった。
2010年は世界中で行われている景気対策を目的とした大規模な金融緩和の為、ポーランドの第二四半期成長率はプラス3.5%を記録したため、ポーランド政府とポーランド国立銀行は景気の過熱と資産価格上昇の可能性やそれに伴う高いインフレの可能性を懸念し始め、公的部門の財政再建路線の強化、金融引き締め政策、貸出規制の強化、といった対応策を考慮している。2014年、GDP成長は1.3%。

## 金利と為替相場
急速な経済発展に伴う物価上昇を抑制するためポーランド国立銀行は2007年に5回の政策金利引き上げを行った。2008年もすでに4回の引き上げをしており、2008年6月25日現在の政策金利は6.00%である。このようにポーランド・ズウォティは高金利通貨となっている。ズウォティは2004年3月には1ズウォティは約27円であったが、2008年6月には約50円まで上昇している。これによってポーランド人の購買力は劇的に上昇している。2011年現在、ズウォティは約30円である。

## 対内投資

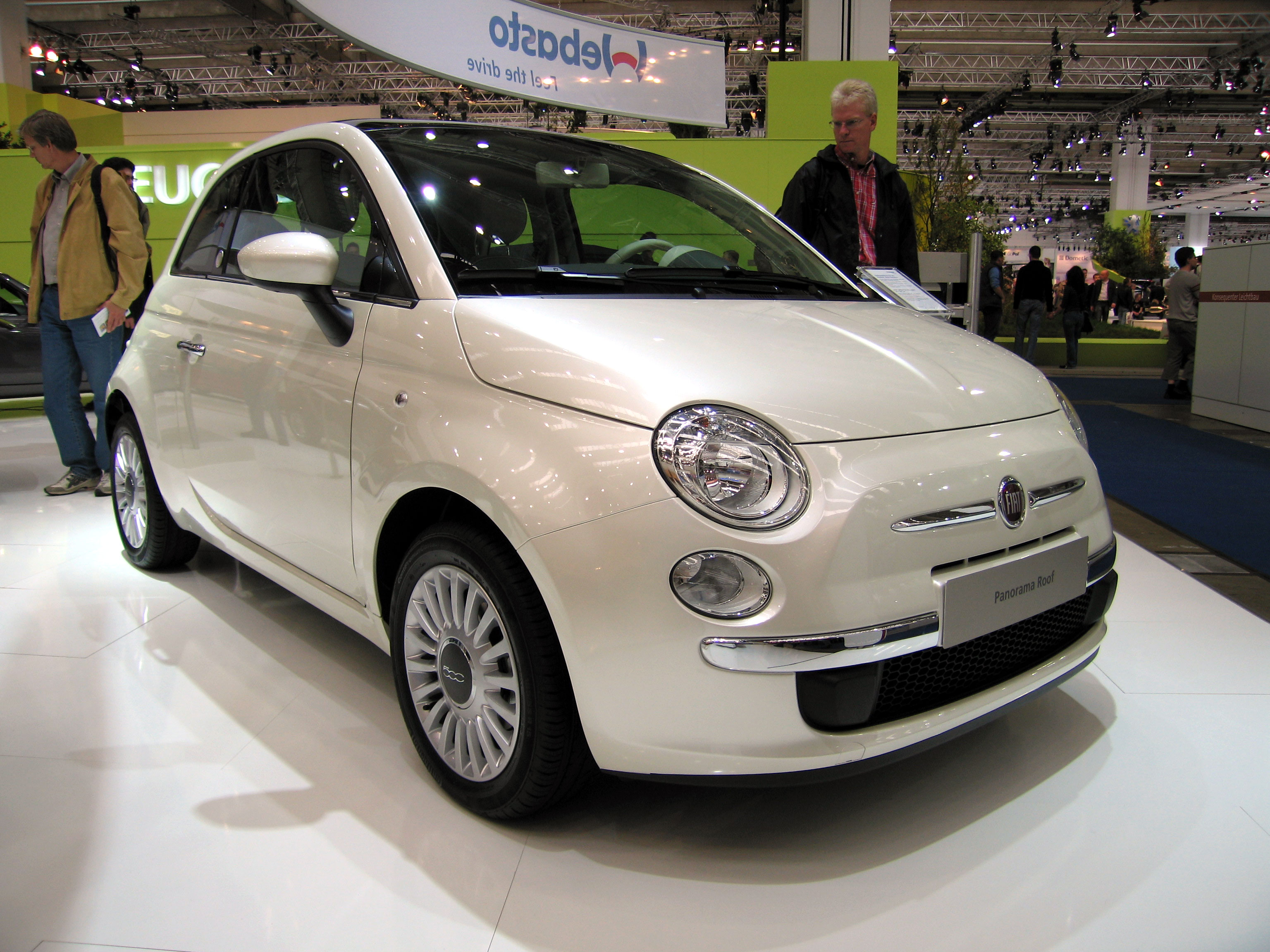
ポーランドで生産している
Fiat 500

2005年、OECD加盟国中、高い大学在学率を示した。中東欧地域でも突出して規模の大きい国内市場（ポーランドの人口とGDPは、2004年にEUに新規加盟した10か国の半分以上を占める）と西方の欧州連合域内や東方のロシア勢力圏（CIS諸国）への基点となる地の利を見込んで、世界各国からポーランドへの直接投資も近年非常に盛んになっており、直接投資総額は2006年は1年間で150億ドルを超えた。2006年はルクセンブルクからの投資がもっとも盛んで、ドイツ、イタリア、オランダ、イギリス、スペインがそれに続いた。
日系企業の進出が増加しており、2006年の日本からの直接投資額は10億ドルを超えた。ポーランド情報外国投資庁（PAIiIZ）によると、2006年10月現在で、日本からの投資予定案件が30件以上あるとされている。

### 外資系企業
ポーランドでは労働コストが比較的低いことや市場としての魅力からこれまで外資系企業は生産拠点としての「工場」をポーランド国内に建設・拡張する投資をしていたが、近年はその教育水準と良質の労働力に注目し、企業の中核となる研究開発ハブとしての拠点を建設・拡充する投資が盛んになっている。
2007年現在、ポーランド国内にはシーメンス、アセア・ブラウン・ボベリ（ABB）、インテルといった外資系の研究開発センターが40も設立されており、4500人が働いている。これは旧東欧諸国では最大規模である。

## 労働環境

### 失業率の低下
共産主義から資本主義への体制変換に伴い、共産主義時代に諸外国から借入れた膨大な借金対策ではショック・セラピー（ショック・ドクトリン）で対応した。この経済混乱によって1990年代半ばに約30%という途方もない失業率を記録したポーランドは、その後の経済改革や諸外国からの経済援助などで奏し、2008年6月の失業率は7.3%と、劇的に改善している。特にここ数年の失業率低下のスピードは驚異的である。2008年4月末現在でポーランド人の平均給与額は3,138PLN（$1,442）である。世界金融危機の影響が残る2010年9月においては9.6%となっており、これはEUの平均とちょうど同じである。2015年、失業率はEU平均を超え、月額平均給与は€705と示されている。この近年のポーランド人の国外移住(移民)は、ポーランド国内失業率を下げ、ポーランドへの送金で約410億ユーロをポーランド経済にもたらした。

### 欧州連合域内での就労
2004年5月のポーランドのEU加盟後には、各国間で取決められる労働条件でイギリス、アイルランド、スウェーデンが自国の労働市場を旧共産圏に開放し、ポーランド人がこれらの国で自由に働くことができるようになった。現在イギリスには推定100万人、アイルランドには50万人、スウェーデンには数万人のポーランド人が出稼ぎに行っている。
他のEUの中東欧国同様、主に単純労働者としての雇用が先行している。一部ではホワイトカラーとしての雇用もみられ、財を成すものも現れた。これまで本国経済の堅調に支えられてポーランドへ帰国する者が徐々に増加していたが、昨今の世界的な金融危機の余波で国内外の経済情勢が激変しているため、ポーランド本国でも就職の機会が少ないのではないか、職を得ても収入が低いのではないか、あるいはポーランド国内であっても自分の出身地とは離れた地方でないと求人していないのではないか、と考えて帰国をためらう動きも出てきた。
2011年まで数カ国の西欧諸国で旧共産圏のEU中・東欧8カ国の市民に対し労働移住において制限を設けている。ドイツとオーストリアは2ヶ国を除く全ての欧州連合加盟国はポーランドに対して労働市場を全面または一部開放している。ドイツとオーストリアは2011年4月30日までは一定の制限措置を維持することになる見込みである。2016年、ポーランド人移民の行き先は、１位 UK、次にドイツとなっている。

### イギリスへの移住と就労
強い通貨(ポンド)と、ポーランドの4倍以上の最低賃金と4倍の給料や高い生活水準で生活ができるイギリスでは2004年のEU加盟以来、職を求めて大量のポーランド移民が押し寄せた。2004年度はたった95,000人だったが、2010年度には 550,000人となり、2015年度は850,000人以上が在住する。ポーランド人はイギリス国内最大のEUからの移民となっている。今では、ロンドン南部の朝の通勤バスで乗客全員がポーランド人となる事がある
イギリスでは、急激なポーランド人移民の短期間での増加により、英語のできないポーランド人への対応を兼ね公共施設の学校や病院などで行政のサービスとしてポーランド語の通訳者が必要不可欠となり、図書館もポーランド語の本や・雑誌・新聞をそろえた。ポーランド人コミュニティはポーランド人向け新聞を発行し、ポーランド食品店やポーランド料理のレストランが開業したり、英語のできないポーランド人向けのリクルート・エージェンシーが幾つもできた。
2016年、EU離脱投票後の数日間に、ポーランド人移民などへのヘイトクライムが100件以上発生している。
2013年度では、このヘイトクライムはEU加盟後の2004年から10倍に増加した

#### 職種
労働者としてだけでなく、経営者としても多くのポーランド人が活躍し、移住先の経済に貢献している。たとえばイギリスでは簡素な会社設立申請により2007年の1年間だけでもポーランド人オーナーの企業が4万社も設立されている。ポーランドの大学は無償で、大学進学率が高い、
外国へ出ている出稼ぎのうち未熟練労働者の祖国へのUターンを積極的に奨励している。ポーランドにおけるインフラ整備や教育など経済発展の基礎作り事業は、規模が巨大であるにもかかわらず資金リスクがないのが特徴である。これは政府や民間からの資金調達に加えて、EUからインフラ整備や教育などポーランド事業を支援するために膨大な補助金（EU構造ファンド、英：EU structural funds）が下りているからである。政府は2010年度より緊縮財政を行っているが、これは主に国営企業の民営化による新規株式公開（IPO）で多くを賄うことになっており、歳出規模を削減するというわけではない。また、インフラ整備プロジェクトは主にEUなどから資金が確定して拠出されている。これまで国内で9万のプロジェクトに86億ユーロの支援が行われ、13000もの一般企業、数千キロの道路建設、鉄道路線や各地の主要駅の改修や建て替え、無数の歴史的建造物や遺跡の整備といった事業がEUから潤沢な資金援助を受けている。また、61万人のポーランド人学生、260万人の一般のポーランド人がEU資金の恩恵を受けている。2007年から2013年にかけての間でポーランドがEUから補助金を受け取る事業の総数は、ドイツに次いでヨーロッパ第2位である。このほかにEUからは農業補助金や行政補助金などがポーランドへ渡されている。ポーランド政府が、「ポーランドへ帰ろう!」キャンペーンを張って国外にいるポーランド人の帰国を熱心に促しているのは、これらの大事業のために膨大な人手が要るためである。

#### 祖国ポーランドへ帰還するポーランド人
ポーランド人労働者は、2007年から始まった世界金融危機の際には約半分の50万人が祖国ポーランドに一時期帰ったとされる。
これはポーランド経済が好況で条件のよい就職の機会がどんどん増えていること、イギリスの経済が本格的な調整期に入ったため働きに来ても期待したほどの収入が得られないこと、ポーランドの急速な経済発展でポーランドの賃金が以前より良くなり失業率が低下したこと、イギリスの生活コストが高いこと、通貨を比較するとイギリス・ポンドがポーランド・ズウォティに対して長期下落していること（1イギリス・ポンドはポーランドが欧州連合に加盟した2004年5月は約7ズウォティだったのが、2008年4月現在では約4ズウォティ）、イギリスに来ていたポーランド人がもう十分に貯金したこと、イギリス滞在で英語能力、英語圏の習慣、ビジネスのノウハウを充分に身につけたこと、ポーランドで家を買って住んでポーランド国内で子供に教育を受けさせたほうがいいと考えていること、ポーランド経済の順調な発展で祖国ポーランドで働くならばイギリスで外国人として働くよりもはるかに社会的地位の高い仕事に就くことができること、家族の構成員が長期の出稼ぎに出ることはよくないと考えていること、などさまざまな理由が一度に重なったものである。ポーランド政府も労働力と頭脳を祖国に引き戻そうと本格的に動き出した。2008年春からポーランド政府は、外国へ働きに出ているポーランド人の帰国を促す大々的なキャンペーンを展開している。

### ポーランドへの移民労働者

#### アイルランド人
アイリッシュ・タイムズ紙によると、ポーランドのEU加盟後、ポーランド人移民労働者がアイルランドへと殺到していたが、世界金融危機後の現在は逆の現象が起き、アイルランド人がワルシャワへ少数ではあるが仕事で移住をしている。ポーランドでは、次の3年間に400億ユーロの大規模なインフラ設備投資が2012年のUEFA欧州選手権の為に使われる。不況の欧州の建設市場の中でポーランドは大きな労働市場があり、本社スタッフの半分と現場スタッフの1/3はアイルランド人のアイルランド企業が約3億ユーロの仕事を得た。しかしワルシャワで働くには給料は低くなる。欧州の隣国は経済危機によろめくが、ポーランドの経済成長は必ずしも停止していない。スキルと運により、ポーランドは金融危機は無く、住宅バブルも無い。しかし、アイルランド人の移住は、言語の壁からも同スケールの逆現象にはけしてならない。

#### ウクライナ人
公式な統計では2009年には12万人のウクライナ人がポーランドで就業登録している。しかしこれは氷山の一角に過ぎず、後述のように正規であっても未登録だという場合もあるので正確な規模はわからない。ワルシャワ大学の調査によるとポーランド国内最大の移民グループはウクライナ人女性で、彼女たちに家計の全てを頼る家庭がウクライナには多いという。彼女たちのほとんどは家政婦や清掃婦、農産物の収穫などの単純労働に就いている。2007年にはポーランドの家庭のじつに15%がウクライナ女性を正規のメイドとして雇ったという。ウクライナ、ロシア、ベラルーシ、モルドバの4カ国の国民は6カ月を上限として、ポーランド政府からの労働許可がなくてもポーランド国内において無条件で就業することが許されている。

## 工業

### 主要工業部門

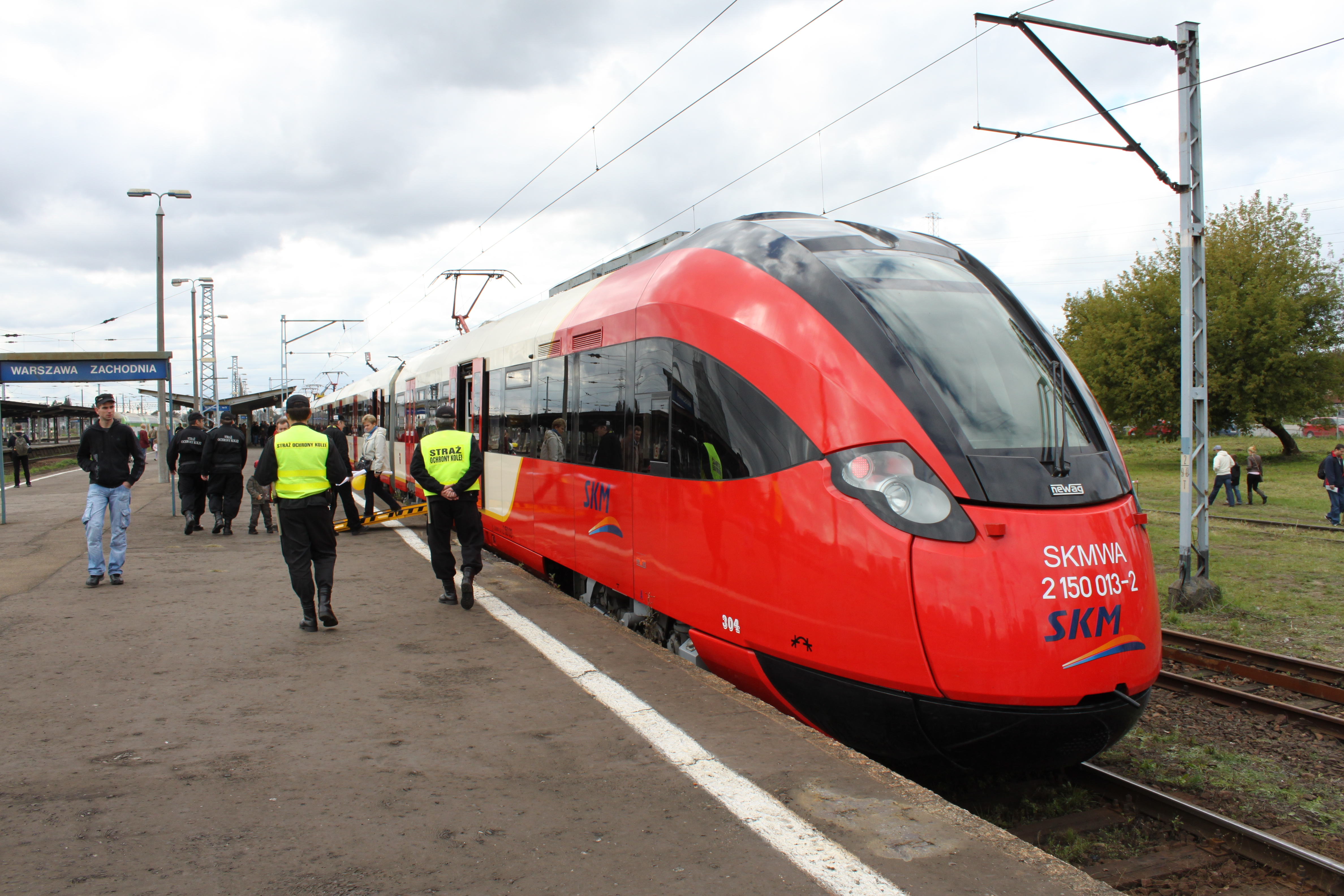
Newag（ネヴァク）社製郊外通勤電車「19WE」型
2010年に納入を開始したワルシャワ都市高速鉄道社で運行されている仕様のカラーリング

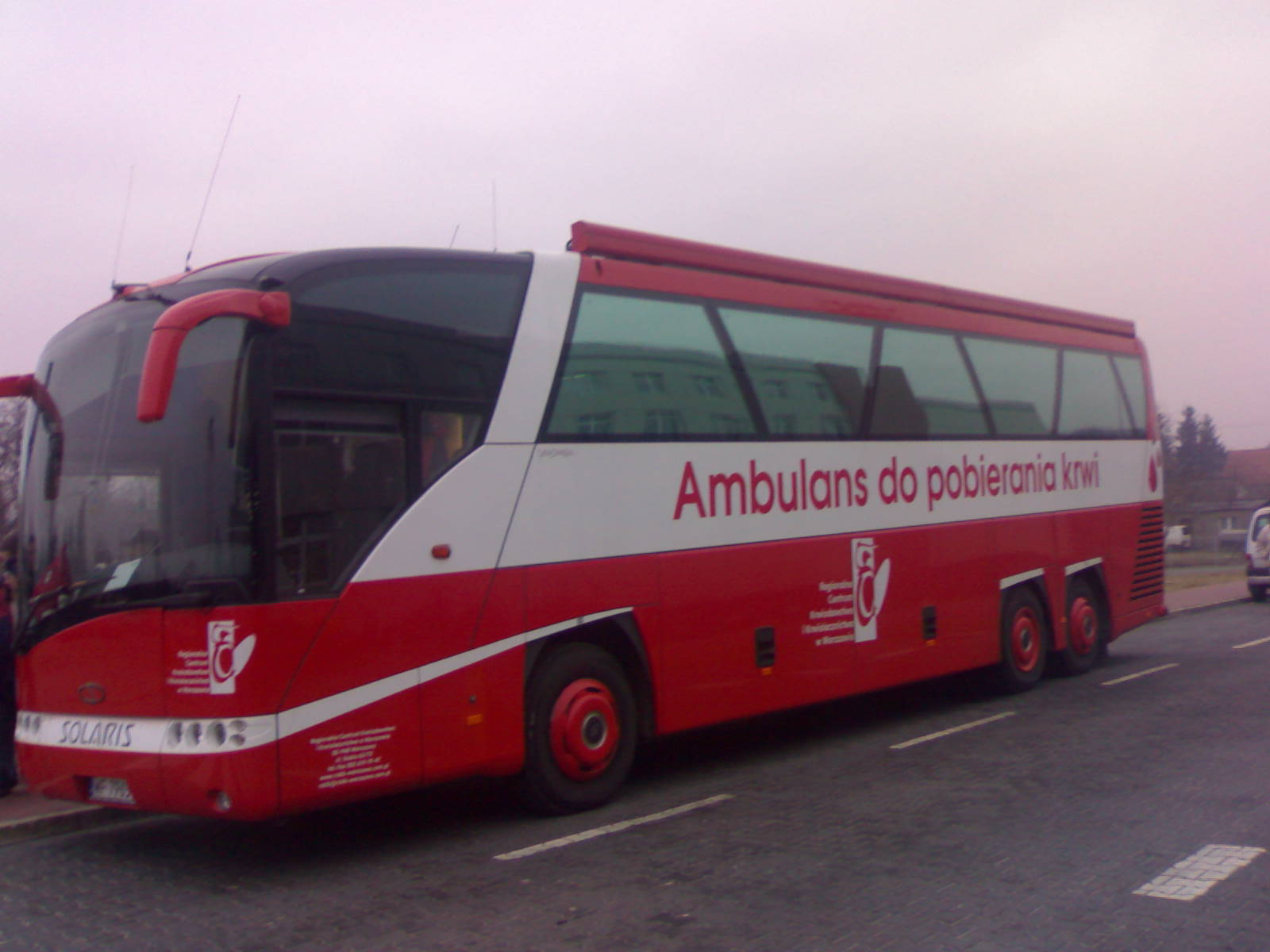
ソラリス社製バス「ヴァカンザ」

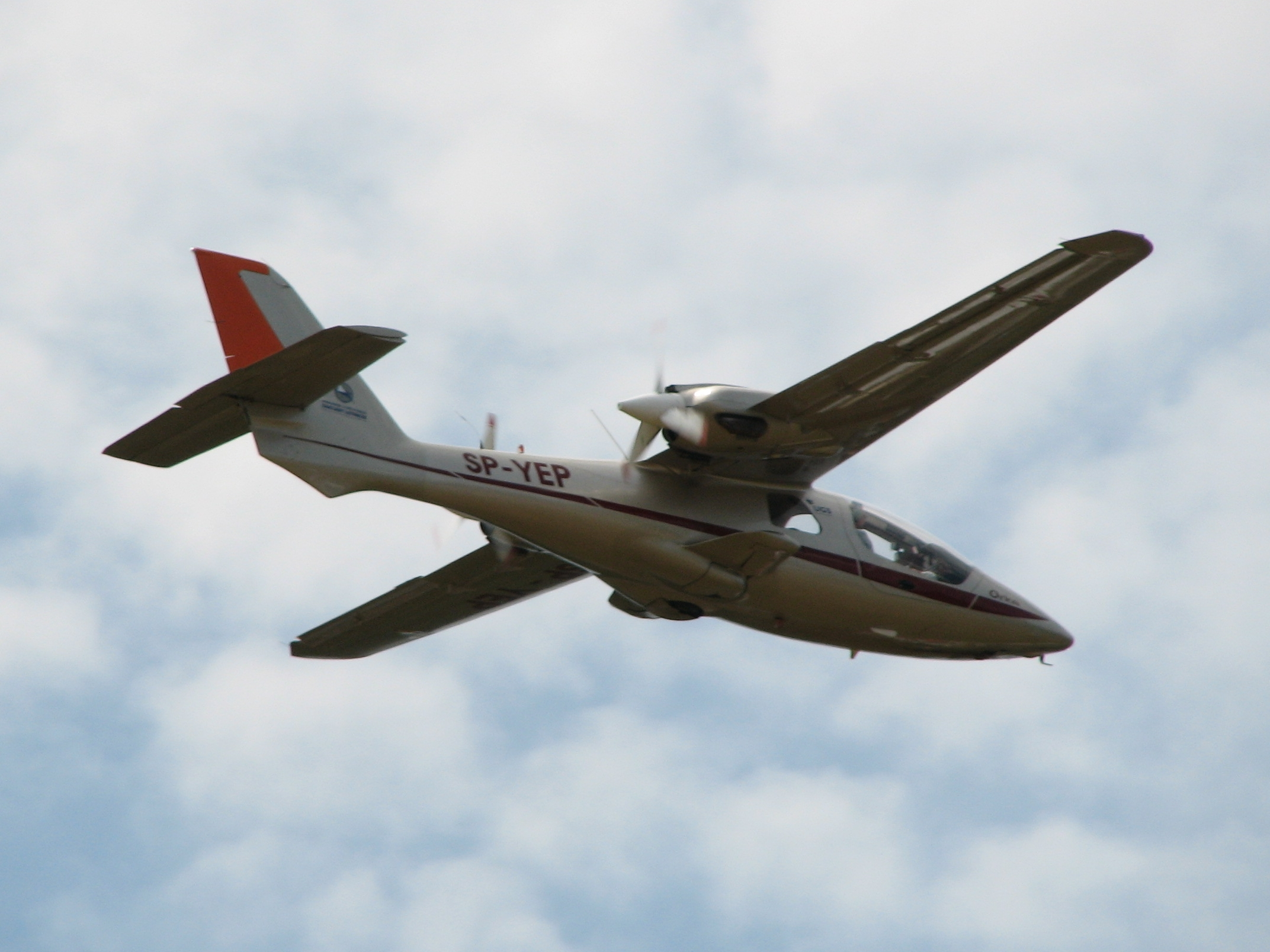
SP-YEP社製小型旅客機EM-11 「オルカ」

ポーランドの主な工業部門は鉄鋼、機械部品、電機、電気部品、家電、石油化学、自動車、兵器、航空機、造船、繊維、食品加工である。特にパーソナルコンピュータやテレビなどの情報家電の生産は盛んで、ヨーロッパのテレビ生産の3割をポーランドが占めている。このほか化粧品や洗面用具、医療器具、医薬品など比較的盛んに生産されている。
ポーランドは最終製品よりも部品や素材などといった資本財の輸出が多く、消費財の輸出があまり目立たない。
企業
ビトム（Bytom）、AAオーシャニック（AA Oceanic）、アニメックス（Animex）グループ 、ジャーヤ（Ziaja）、クラクス（Krakus）、ジヴィエツ（Żywiec） 、オコチム（Okocim ）、 ポルモス（Polmos）グループ 、PKNオーレン、ソラリス、CD Projekt

### 工業製品の対日輸出
瓶詰め食品、菓子、酒類、船舶、ピアノ、グライダー、自動車などが輸出されている。

## 農業

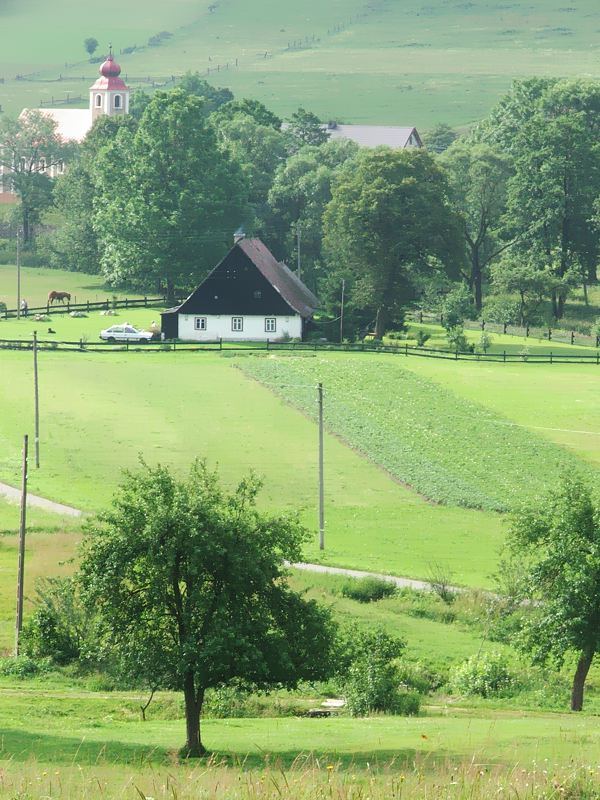
ポーランドの農家

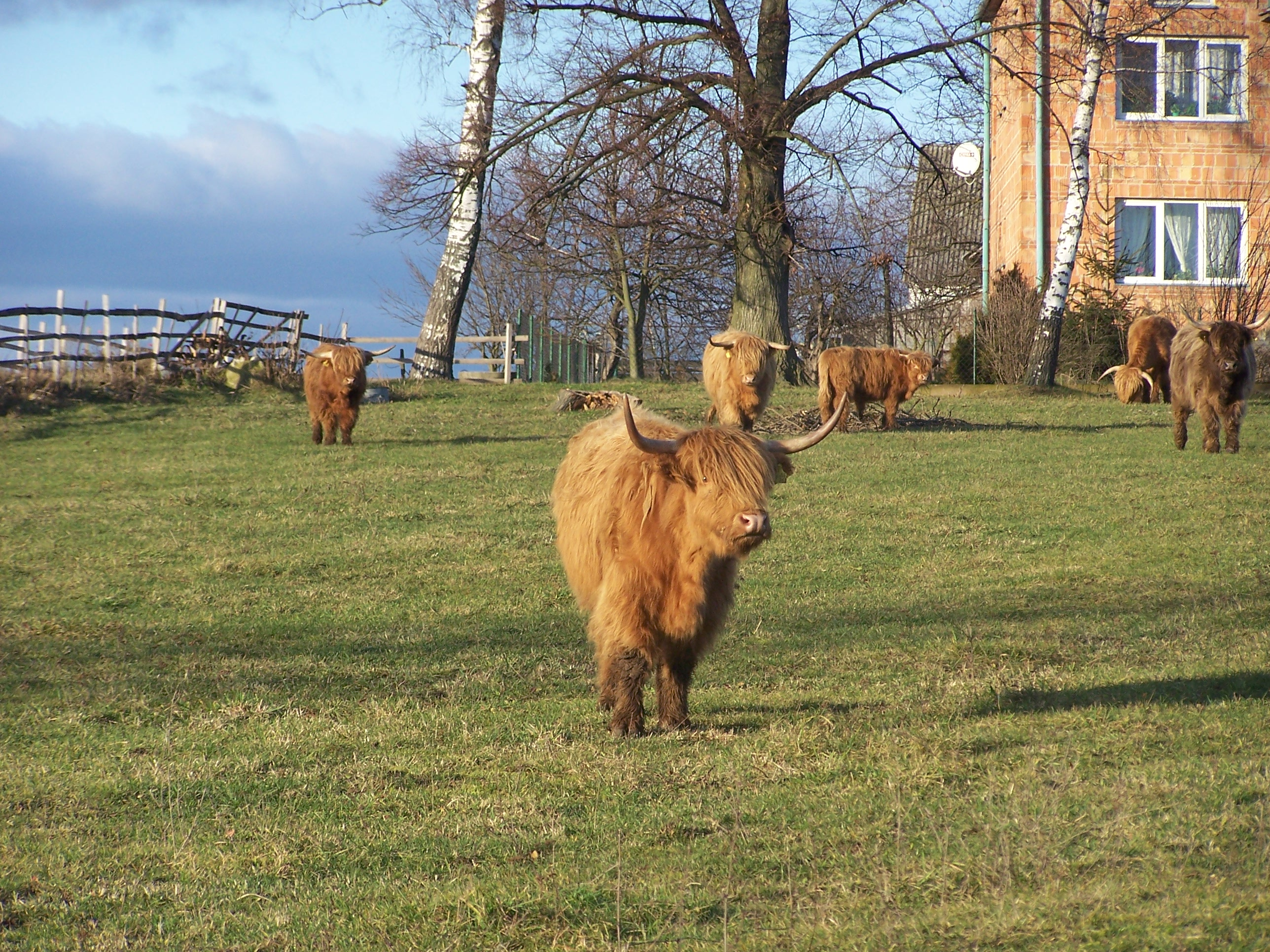
ポーランドのハイランド牛

ポーランドの農業は第二次世界大戦によって壊滅的な被害を受けた。農地の1/3が失われたことはもちろん、豚の5/6、牛と羊の2/3が殺されている。
ポーランドは21世紀の現在も農業国である。国土面積のうち、農地の占める面積は42.1%（2003年、以下、United Nations Statistical Yearbook 2002による）に達し、農業従事者は407万人である。ただし、労働力人口に占める農業の比率は、1948年時点の53.5%に比べ、1991年には26.7%まで低下している。約90%が個人農家であるが、EU加盟後、政策によりポーランド政府は個人農家の縮小化や廃業を行なっている。共産主義時代には農地の国有化・集団農場化された。EU加盟後は、ポーランド政府により個人農家の縮小と廃業化が行われている。
国土が温帯と冷帯の境界に位置すること、降水量が少ないことを反映して、麦類の栽培が盛んである。中でもライ麦の生産は世界第2位（336万トン、シェア21.7%）、えん麦は世界第5位（131万トン、5.5%）に達する。ただし小麦の生産量（856万トン）は国内需要を満たすに至らず、輸入している。同じく寒冷地に向くばれいしょ（世界第7位、1101万トン、3.4%）、てんさい（世界第7位、1097万トン、4.6%）。このほか、有力な農産物は、りんご（世界第7位、205万トン、3.4%）、キャベツ（世界第8位、140万トン、2.0%）、なたね（世界第7位、143万トン、3.0%）、ホップ（世界第5位、3355トン、3.3%）、亜麻（世界第10位、1万10000トン、1.2%）。イチゴ（世界第1位、20万トン）である。冷凍用イチゴもさかんに輸出されており、生産されるイチゴの60%は冷凍用で、輸出高は世界1位の8400万ドルに達する。ハーブを栽培する。現在フランスで消費されるブルゴーニュ種のエスカルゴの大半はポーランド産である（フランスで消費されるエスカルゴのうちフランス産は全体の2%にすぎない）。しかしポーランドではエスカルゴを食べることは一般的ではない。畜産業では豚（世界第7位、1811万頭、1.9%）が主力、農業政策では豚・羊に重点が置かれていたが、近年は牛や馬にも力を入れている。精肉や加工品は欧米を中心に輸出されている。

### 農産物の対日輸出
馬肉の60%がポーランド産である。他に対日輸出の盛んな羽毛布団用のグース羽毛がある。

## 鉱業
ポーランドは鉱物資源に恵まれた国である。石炭を中心とした有機鉱物資源、亜鉛、銅、鉛といった重要な非鉄金属が豊富なことが特徴である。
有機鉱物資源では、石炭（1.0億トン、2002年、世界シェア第7位、2.8%）と、燃料などに用いる亜炭（5955万トン、同7位、6.5%）が豊富である。可採埋蔵量は石炭203億トン、亜炭19億トンであり、枯渇の心配もない。ヨーロッパではロシアに次いで石炭が豊富である。少量ではあるが、原油（77万トン）、天然ガス（162千兆ジュール）も採取されている。天然ガスは、輸出するほど大量には産出しないが、それでも国内消費の3分の2をまかなっている。
金属鉱物資源では、銀鉱（1200トン、世界第8位、6.0%）、銅鉱（50万トン、同9位、3.7%）、鉛鉱（5.3万トン、同9位、1.8%）、亜鉛鉱（15万トン、同10位、1.8%）のほか、金とマグネシウム鉱を産出する。
そのほかの鉱物資源としては、イオウ（122万トン、世界シェア2.1%）と岩塩（420万トン、世界シェア2.0%）を採掘する。岩塩の採掘孔はヴィエリチュカ岩塩鉱（マウォポルスカ県）など観光資源としても活用されている。

## インターネット
2008年現在、ポーランドでは全世帯の30%強にブロードバンドインターネット接続が普及しているが、これは欧州連合（EU）の平均34%を下回っている。ポーランド政府は2010年末までに国内全世帯の50%はブロードバンドインターネット接続を普及させることにした。特にマウォポルスカ県では重点措置が採られ、2010年末までに県内の世帯と県の施設の90%以上にブロードバンドインターネット接続を普及させることにしている。
上記のようにブロードバンドインターネット普及率は突出して高いわけではないが、ソーシャル・ネットワーキング・サービス（SNS）である「nasza-klasa.pl（わたしたちのクラス）」には約1200万人が加入している。全国民（約3700万人）のおよそ3人に1人がこのサービスを利用していることになり、驚異的なインターネット利用者大国といえる。
2008年5月現在、ウィキペディアの記事数では英語、ドイツ語、フランス語に続いてポーランド語が第4位。ポーランド語につづく5位が日本語である。ポーランドの人口（約3700万人）やポーランド語話者数（約5000万人）を考えるとこれも驚異的といえる。